# Мелашич Гордій Петрович
Мелашич Гордій Петрович — провідний український громадський діяч на Зеленому Клині в 1918-1920 рр.

## Життєпис
Народився у с. Талалаївка Роменського повіту Полтавської губ. До революції 1917 року жив і вів революційну діяльність в Хабаровську, згодом емігрував до Австралії, де працював на вугільних шахтах.
У 1916 був обраний секретарем Українського Робочого гуртка в Брізбені, автор гострих статей в брізбенськой газеті «Известия Союза
русских эмигрантов» про політичну боротьбу в Україні.
У серпні 1917 році повернувся до Хабаровська.
У січні 1918 року був секретарем II Українського Далекосхідного з'їзду, на якому був обраний членом Тимчасового Далекосхідного Українського Виконавчого Комітету, в складі якого відповідав за видання газети. У квітні-жовтні 1918 року Гордій був головою, з листопада 1918 — секретар Українського Далекосхідного Секретаріату з організаційних справах.
У травні 1919 року брав участь у II сесії Українського Далекосхідної Крайової Ради
У листопаді 1920 року склав повноваження секретаря на III сесії Український Далекосхідну Крайової Ради.
Після 1922 року залишався в СРСР.